# Ginetta G32

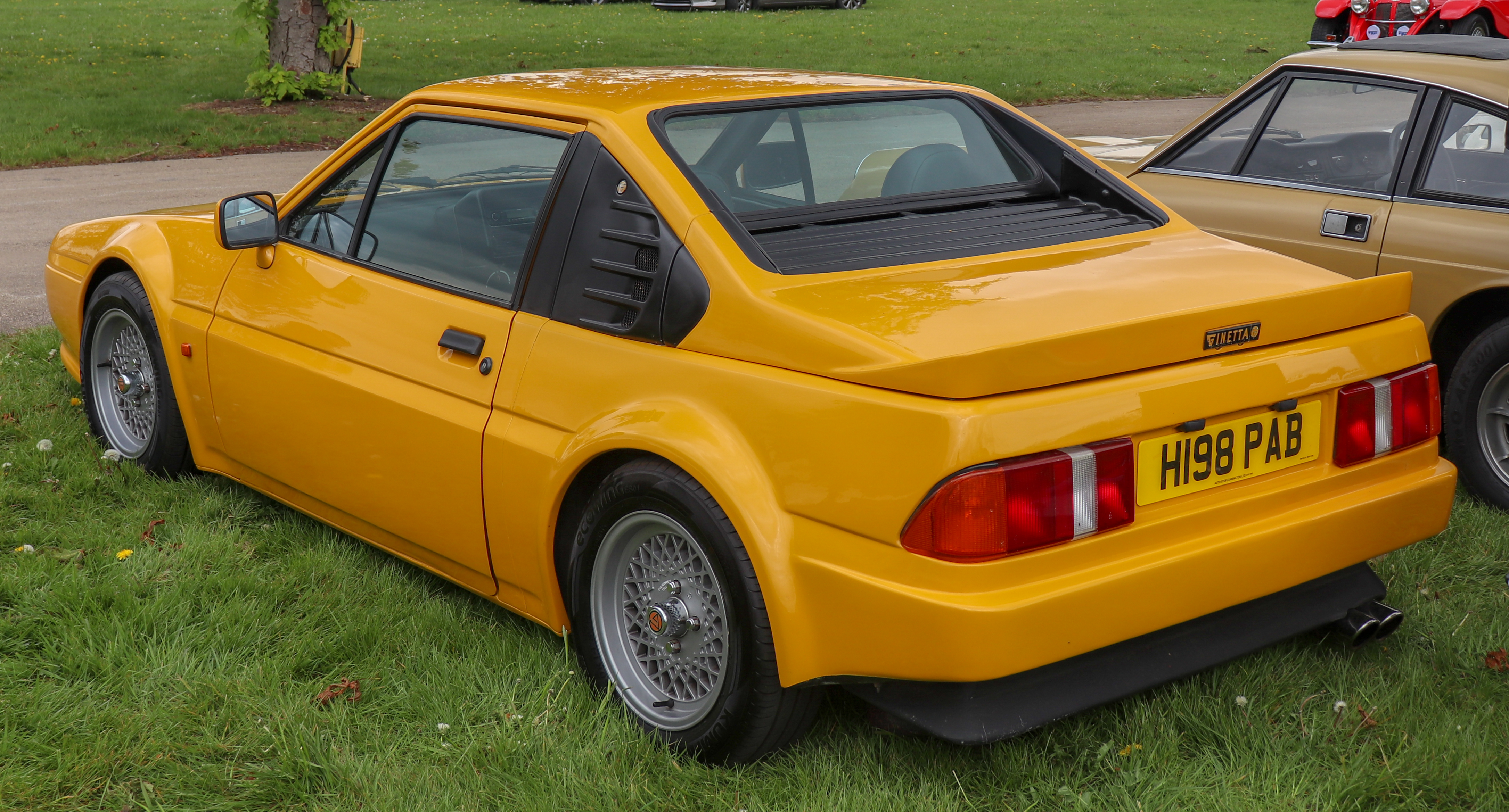
Вид сзади

Ginetta G32 — среднемоторный спорткар, выпускавшийся с 1989 по 1992 год британской компанией Ginetta Cars.

## Описание
G32 — двухместный среднемоторный спорткар, разработанный Айвором Уолклеттом. Это компактный автомобиль длиной 3,76 м и шириной 1,65 м. Всего было выпущено 115 экземпляров. Автомобиль включал в себя многие детали Ford, включая большую часть интерьера и дверей от Ford Fiesta (с другими, более низкими оконными рамами). Передняя подвеска, повёрнутая на 180 градусов, была позаимствована у Ford Escort. Рулевые тяги использовались для установки углов схождения задних колёс. Пространственное шасси состоит из труб квадратного сечения, облицованных стеклопластиковым корпусом.

## Технические характеристики
Ginetta G32 оснащался 1,6-литровым (1597 см3) двигателем Ford CVH I4 мощностью 77—81 кВт (104—108 л. с.) при 6000 об/мин и крутящим моментом 141—145 Н·м или же 1,9-литровым (1905 см3) двигателем мощностью 99 кВт (133 л. с.) и крутящим моментом 145 Н⋅м. Двигатели сочетались в паре с пятиступенчатой механической трансмиссией. Ginetta G32 стал первым автомобилем Ginetta с каталитическим нейтрализатором. Версия 1.6i с турбонаддувом также проходила испытания, но так и не была запущена в серийное производство.